# Гагарина, Валентина Ивановна
Валенти́на Ива́новна Гага́рина (в девичестве Горячева; 15 декабря 1935, Оренбург — 17 марта 2020, Звёздный городок, Московская область) — вдова первого космонавта Юрия Гагарина. Кавалер ордена Ленина.

## Биография
В. И. Гагарина родилась 15 декабря 1935 года в Оренбурге, в семье Горячевых. Отец, Иван Степанович (1894—1960) родом из Оренбурга, работал шеф-поваром санатория, некоторое время работал на комбинате общественного питания ЦК КПСС. Мать, Варвара Семёновна (1895—1961) из Рязанской губернии, была домохозяйкой. В семье было 6 детей: 3 мальчика и 3 девочки, Валентина самая младшая, братья — старший Михаил и младший Алексей (1926—1944)  — погибли на войне, средний — Иван — воевал на Дальнем Востоке.
Окончила Оренбургское медицинское училище. Работала в лаборатории Медицинского управления Центра управления полётами.
27 октября 1957 года в Оренбурге она вышла замуж за лётчика Юрия Гагарина. В Оренбурге, в доме, где жила семья Валентины, впоследствии был открыт Музей-квартира Юрия и Валентины Гагариных. У Гагариных родились две дочери: Елена и Галина. 12 апреля 1961 года её муж первым в мире полетел в космос и стал знаменитым на весь мир. Слава коснулась и его семьи, их часто фотографировали, показывали по телевидению, брали интервью, у них в гостях бывали разные знаменитые люди тех лет: политики, космонавты, артисты, певцы. 14 апреля 1961 г. она была запечатлена на фото и видеокадрах, сидящей рядом с Ю. А. Гагариным и Н. С. Хрущёвым в машине с открытым верхом, которая ехала по улицам Москвы, заполненным ликующими толпами москвичей.
После гибели Ю. А. Гагарина 27 марта 1968 года больше замуж не выходила.
В 1976 году передала в музей Юрия Гагарина личные вещи мужа: парадный китель, все награды и документы, подарки, спецвыпуски газет «Правда», «Известия», «Красная звезда», «Советская культура», «Литературная газета», «Московский комсомолец» от 12—13 апреля 1961 года.
Участвовала в мероприятиях, посвящённых первому космонавту, встречалась с первыми людьми страны.
В 1981 году Валентина Ивановна написала первую книгу в память о Гагарине — «108 минут и вся жизнь». Неоднократно издавались воспоминания В. И. Гагариной.
Жила в Звёздном городке в Щёлковском районе Московской области, в квартире, которую получил Гагарин в феврале 1968 года (погиб в марте), из окон квартиры на 4 этаже виден памятник Гагарину, сжимающему в ладони ромашку. У неё жил большой попугай ара, которого завёл Юрий Гагарин, дружила и общалась с Валентиной Терешковой.
Умерла 17 марта 2020 года в Звёздном городке Московской области, на 85-м году жизни. Похоронена 20 марта на Федеральном военном мемориальном кладбище в Мытищах.
- Дети
  - Елена Гагарина (род. 17 апреля 1959) — кандидат искусствоведения, генеральный директор музея-заповедника «Московский Кремль».
  - Галина Гагарина (род. 7 марта 1961[17]) — доктор экономических наук, профессор РЭУ им. Г. В. Плеханова[18].
- Внуки
  - Екатерина Элисбаровна Караваева (дочь Елены) — кандидат исторических наук, училась на историческом факультете МГУ[19], работала так же, как и мать, в музее-заповеднике «Московский Кремль», вышла замуж за дипломата Павла Внукова, уехала в Лондон[2][20].
  - Юрий Константинович Кондратчик (сын Галины, род. 25.12.1989) — кандидат экономических наук[21], окончил факультет государственного управления МГУ, баллотировался в 2017 году в Совет депутатов муниципального округа Хамовники от Партии Роста[22][23][24]. Генеральный директор АО «Международный аэропорт Хабаровск»[25]. Депутат Законодательной думы Хабаровского края VIII созыва от партии «Новые люди» (с 2024)[26].
    - Правнук (сын внука Юрия)[27]
- Сестры — Мария, Таисия[13].

## Награды
- 1961 — Орден Ленина (награждена по инициативе Н. С. Хрущёва, как жена первого космонавта)[28]
- 2011 — Орден Гагарина Федерации космонавтики России[29]
- 2017 — Почётный гражданин Московской области[30]